# Hrabár Sándor
Hrabár Sándor (Budapest, 1883. augusztus 17. – Ungvár, 1959. június 30.) magyar gimnáziumi tanár, természettudós, zoológus, festőművész.

## Életpályája
1902-ben érettségizett Ungváron. 1903-ban kezdte madártani munkásságát, amikor az uráli bagoly fészkeléséről írt. Tanulmányait a budapesti egyetemen végezte el; 1906-ban diplomázott. Az ungvári gimnázium biológiatanára lett. 1911-től helyettes, 1914-től rendes tanára lett az ungvári királyi katolikus főgimnáziumnak. 1938–1944 között a magyar királyi állami Drugeth-gimnázium pedagógusa volt. 1944-től a Kárpátaljai Helyismereti Múzeumban dolgozott. 1945-ben az ungvári egyetem docense volt. A csehszlovák hatóságoktól kapta meg az ungvári múzeum természettudományi osztályának vezetését. Állását a magyar és a szovjet főhatóságoktól is elnyerte, megtartotta, sőt az utóbbiak a múzeum igazgatójává nevezték ki.

### Munkássága
Kiváló ragadozó madár-specialista volt. A Magyar Madártani Központ második héjasas (Hieraa'étus fasciatus) példányát is neki köszönhette. Élete legnagyobb műve: Kárpátalja ragadozó madarai (Hizsoe Ptacsztvo Podkarpatia; Ungvár, 1942). Elvégezte a Kárpátalja gólyaszámlálását. Korszerűsítette az ungvári múzeumot, akváriumokkal szerelte fel. Nagy segítségére volt Prof. L. A. Portenko-nak (Leningrád) és Prof. F. I. Strautman-nak (Lwow) műveik megírásában. Festőművészként is kitűnt volt.

## Művei
- Az uráli bagoly fészkelése a Kárpátokban (Természet-tudományi kőzlőny, Budapest, 1903)
- A. nyérc Uyshorodon (Putorius lutreola) (Kárpati vadász; Berehovo–Beregszasz, 1928)

## Fordítás
- Ez a szócikk részben vagy egészben  a(z)   Александер Грабарь című ruszin Wikipédia-szócikk ezen változatának fordításán alapul.  Az eredeti cikk szerkesztőit annak laptörténete sorolja fel. Ez a jelzés csupán a megfogalmazás eredetét és a szerzői jogokat jelzi, nem szolgál a cikkben szereplő információk forrásmegjelöléseként.